# Sir Launfal
Sir Launfal est un poème en moyen anglais de la fin du XIVe siècle. Ce lai breton est l'œuvre de Thomas Chestre, un poète dont on ne sait rien d'autre par ailleurs. Il ne subsiste que dans un seul manuscrit, conservé à la British Library sous la cote MS Cotton Caligula A.ii.

## Résumé
À la cour du roi Arthur, il n'est de chevalier plus généreux que Launfal, qui est récompensé de ses largesses en devenant l'intendant du roi. Il mène ainsi une existence heureuse pendant dix ans, jusqu'à l'arrivée de Guenièvre, la promise d'Arthur. Sa mauvaise réputation la fait mal voir de plusieurs chevaliers, dont Launfal, et elle le leur rend bien. Lors des noces, Launfal ne reçoit aucun don de la nouvelle reine. Blessé, il quitte la cour et retourne dans son pays, à Caerleon.
Peu à peu, Launfal perd tout son argent et se retrouve dans une grande misère, mais il tient à ce que le roi n'en sache rien. Lorsque celui-ci organise un grand banquet à Caerleon, Launfal n'est donc pas invité. La fille du maire l'invite à assister aux festivités avec lui, mais il refuse, n'ayant plus rien à se mettre. Il quitte la ville et chevauche jusqu'à une forêt proche. Il y rencontre la dame Tryamour, fille du roi de Fayrye. Elle lui offre son amour et de nombreux présents (une bourse qui se remplit toute seule, un cheval enchanté, Blaunchard, et un serviteur, Gyrfe), promettant de venir à lui chaque fois qu'il le désirera, mais il ne doit révéler son existence à personne.
De retour à Caerleon, Launfal découvre les cadeaux de Tryamour qui l'attendent devant sa demeure. Cette richesse retrouvée lui permet de laisser de nouveau libre cours à sa générosité. Grâce aux dons de sa dame, il remporte un tournoi à Carlisle et vainc le chevalier lombard Sir Valentyne, qui l'avait défié en combat singulier. Sa réputation arrive jusqu'aux oreilles du roi Arthur, qui le convoque à sa cour et lui demande de reprendre son ancien poste d'intendant.
Guenièvre tente de séduire Launfal, mais celui-ci rejette ses avances. Elle l'injurie, l'accusant à mots couverts de préférer les jeunes garçons aux femmes, et Launfal ne peut s'empêcher de rétorquer qu'il est aimé d'une femme si belle que la plus laide de ses servantes ferait encore une meilleure reine que Guenièvre. Outrée, celle-ci s'en remet à Arthur, accusant Launfal d'avoir voulu la séduire et de l'avoir insultée. Launfal, quant à lui, découvre que Tryamour ne vient plus à lui, car il a brisé son serment. Ses cadeaux disparaissent (Blaunchard, Gyrfe), ou bien perdent leur magie.
Launfal est jugé devant le roi. Les chevaliers qui composent le jury l'acquittent de la première accusation portée contre lui, considérant la réputation de la reine. En revanche, pour son injure, ils lui laissent un an et quinze jours pour prouver ses propos en amenant devant la cour la belle dame dont il a parlé, sous peine de finir pendu comme un voleur. La reine ajoute qu'elle veut bien être aveuglée si Launfal parvient à accomplir cette tâche.
Le jour fixé arrive, mais les chevaliers ne peuvent se résoudre à condamner Launfal. Alors qu'ils délibèrent, Tryamour arrive à la cour du roi avec ses servantes, disculpant son bien-aimé. Elle rend Guenièvre aveugle en soufflant sur ses yeux. Launfal retrouve son cheval Blaunchard et part pour Fayrye avec Tryamour et les servantes. Il ne reparaît plus jamais à la cour d'Arthur, mais une fois l'an, on peut entendre son cheval hennir, et tout chevalier désirant prouver sa valeur peut alors se mesurer à lui.

## Sources
Pour écrire Sir Launfal, Thomas Chestre s'inspire d'un autre lai breton en moyen anglais, Sir Landeval, qui est lui-même une adaptation de Lanval, l'un des Lais de Marie de France. Quelques passages de Launfal s'inspirent de Graelent, un lai en vieux français : l'animosité de Guenièvre à l'égard de Launfal, la conversation entre Launfal et la fille du maire, l'arrivée des cadeaux chez Launfal et la disparition de Gyfre et Blaunchard. Enfin, l'épisode du tournoi à Carlisle et de Sir Valentyne provient d'une troisième source, aujourd'hui perdue, mais cet épisode se retrouve également dans le De Amore d'André le Chapelain,.